# Gastrochilus sonamii
Gastrochilus sonamii är en orkidéart som beskrevs av S.Z. Lucksom. Gastrochilus sonamii ingår i släktet Gastrochilus och familjen orkidéer. Inga underarter finns listade i Catalogue of Life.